# Церква Різдва Пресвятої Діви Марії (Верхівці)
Церква Різдва Пресвятої Діви Марії у Верхівцях — парафія і храм греко-католицької громади Гримайлівського деканату Бучацької єпархії Української греко-католицької церкви в селі Верхівці Чортківського району Тернопільської области.
Оголошена пам'яткою архітектури місцевого значення (охоронний номер 1874).

## Історія церкви
Церква, збудована у 1888 році, була відреставрована у 1930 році.
З 1947 по 1961 рік парафія належала до РПЦ, після чого державна влада закрила церкву.
9 квітня 1989 року відбулося перше богослужіння, яке провів о. Пісьо. Іконостас храму реставрував п. Косовський зі Скалата. З 1990 року парафія і храм знову в лоні УГКЦ.
12 липня 2005 року о. Іван Цвях із Хоросткова освятив наріжний камінь під новий храм. Автором іконостасу став Петро Жебелюк із Верхівця. Новий храм збудували на пожертви місцевих жителів, а також вірян із сусідніх сіл та вихідців із села, що живуть за кордоном.
При парафії діють спільноти «Матері в молитві», Вівтарна дружина та братство «Апостольство молитви». На території села розташовані шість фігур Матері Божої, а також фігури Святої Родини та Ісуса Христа, а також хрести парафіяльного значення.

## Парохи
- о. Величко,
- о. Проскурницький,
- о. Галайцьо,
- о. Береза,
- о. Рута,
- о. Михайло Мацьків (з 1996).